# روسكو تومسون
روسكو تومسون (بالإنجليزية: Roscoe Thompson)‏ هو مهندس أمريكي، ولد في 5 يوليو 1922 في فورست بارك في الولايات المتحدة، وتوفي في 10 أبريل 1988 بسبب نفاخ رئوي.